# Токар Ілля Іванович
Ілля́ Іва́нович То́кар (нар. 2 серпня 1968, Мукачівський район, Закарпатська область) — голова Мукачівської районної державної адміністрації (2005—2010, 2011—2013).

## Біографія
Народився 2 серпня 1968 року в селі Куштановиця Мукачівського району Закарпатської області) в сім'ї робітників.

## Освіта
Закінчив:
Мукачівський технологічний інститут за спеціальністю «Фінанси і кредит».
Одеський національний університет ім. І.Мечникова за спеціальністю «Облік і аудит».

## Кар'єра
Свою трудову діяльність розпочав у 1986 році, після закінчення Мукачівського СПТУ-31, трактористом Верхньокоропецького відділку радгосп-заводу «Мукачівський».
Після проходження служби у лавах Радянської Армії (1986 по 1988 рік), працював у СПТУ-31.
1989—1993 — стрілець стрілецької команди станції Мукачево.
Липень 1994 — січень 1997 — менеджер спільного підприємства «Каслекс».
Лютий 1997 — квітень 2002 — комерційний директор товариства «Барва».

## Політична діяльність
У квітні 2002 року обраний головою Мукачівської районної ради IV скликання.
З 10 березня 2005 по 17 квітня 2010 року — голова Мукачівської районної державної адміністрації.
З 14 січня 2011 по 18 лютого 2013 року — голова Мукачівської районної державної адміністрації.
Обирався депутатом Мукачівської районної ради 3-го, 4-го та 5-го скликань, а також депутатом Закарпатської обласної ради 5-го та 6–го скликань.

## Нагороди і відзнаки
Нагороджувався:
2005 — Грамотою Закарпатської обласної державної адміністрації.
22 червня 2007 р. — Орденом «За заслуги» III ст..
2008 — відзнакою Закарпатської обласної ради «За розвиток регіону».

## Родина
Одружений, має трьох дітей.

## Виноски
1. 1 2  Довідка: Токар Ілля Іванович. Офіційна Україна сьогодні. Архів оригіналу за 25 серпня 2013. Процитовано 29 листопада 2012.
2. 1 2 3 4 5 6 7 8 9 10 11  Мукачівська районна державна адміністрація. Керівництво.Голова Мукачівської районної державної адміністрації Токар Ілля Іванович. Мукачівська районна державна адміністрація. Архів оригіналу за 25 серпня 2013. Процитовано 29 листопада 2012. [Архівовано 2013-09-29 у Wayback Machine.]
3. ↑  Розпорядження Президента України від 10.03.2005 р. № 502/2005-рп «Про призначення І. Токаря головою Мукачівської районної державної адміністрації Закарпатської області»
4. ↑  Розпорядження Президента України від 17.04.2010 № 309/2010-рп «Про звільнення І. Токаря з посади голови Мукачівської районної державної адміністрації Закарпатської області»
5. ↑  Розпорядження Президента України від 14.01.2011 № 25/2011-рп «Про призначення І. Токаря головою Мукачівської районної державної адміністрації Закарпатської області»
6. ↑  Розпорядження Президента України № 64/2013-рп «Про звільнення І. Токаря з посади голови Мукачівської районної державної адміністрації Закарпатської області». Офіційне інтернет-представництво Президента України. Процитовано 3 серпня 2025.
7. ↑  Указ Президента України від 22.06.2007 № 549/2007 «Про відзначення державними нагородами України»